# Senegal Airlines
Senegal Airlines fue una aerolínea de Senegal que comenzó sus operaciones el 25 de enero de 2011 y operaba vuelos a destinos internacionales en África.

## Destinos
En enero de 2011, Sénégal Airlines opera vuelos regulares de pasajeros a los siguientes destinos:

### África
- Benín
  - Cotonú - Aeropuerto de Cotonú
- Burkina Faso
  - Uagadugú - Aeropuerto de Uagadugú
- Cabo Verde
  - Praia - Aeropuerto Internacional Nelson Mandela
- Camerún
  - Duala - Aeropuerto de Duala
- Costa de Marfil
  - Abiyán - Aeropuerto Port Bouet
- Gabón
  - Libreville - Aeropuerto Internacional de Libreville
- Gambia
  - Banjul - Aeropuerto Internacional de Banjul
- Guinea
  - Conakri - Aeropuerto Internacional de Conakri
- Mali
  - Bamako - Aeropuerto Internacional Senou
- Mauritania
  - Nuakchot - Aeropuerto Internacional de Nuakchot
- Níger
  - Niamey - Aeropuerto de Niamey
- Senegal
  - Cap Skirring - Aeropuerto de Cap Skirring
  - Dakar - Aeropuerto Internacional de Dakar-Yoff-Léopold Sédar Senghor
  - Ziguinchor - Aeropuerto de Ziguinchor

## Flota
En enero de 2011, Sénégal Airlines se compone de las siguientes aeronaves: